# سبلاتون (سلسلة)
سبلاتون (بالإنجليزية: Splatoon)‏ هي سلسلة ألعاب الفيديو من تصويب منظور شخص ثالث تم إنشاؤها بواسطة هيساشي نوغامي، وتم تطويرها وتملكها نينتندو. تتميز السلسلة بشخصيات خيالية، مجسمة، رأسية الشكل تُعرف باسم إنكلينغز وأوكتولينغز، استنادًا إلى الحبار والأخطبوطات على التوالي، والتي تتحول بين الأشكال البشرية ورأسيات الأرجل حسب الرغبة. غالبًا ما ينخرطون في حروب العشب مع بعضهم البعض ويستخدمون مجموعة متنوعة من الأسلحة التي تنتج الحبر الملون وتطلقه وهم في شكل بشري، أو يسبحون ويختبئون في الأسطح المغطاة بحبرهم الملون بينما هم في شكل رأسي.
تم إصدار أول لعبة في السلسلة، سبلاتون، لجهاز وي يو في مايو 2015. تم إصدار تكملة، سبلاتون 2، لجهاز نينتندو سويتش في يوليو 2017، تليها حزمة توسيع، أوكتو إيكبانيشن، في يونيو 2018. تلقت السلسلة مراجعات إيجابية لأسلوبها وآليات اللعب والموسيقى التصويرية، حيث تم ترشيح كلتا اللعبتين في السلسلة ومنحتهما العديد من الجوائز في نهاية العام من مختلف منشورات الألعاب. باعت السلسلة أكثر من 16 مليون نسخة. في فبراير 2021، تم الإعلان عن إصدار لعبة ثالثة بعنوان سبلاتون 3 في عام 2022.
لقد ولدت سبلاتون العديد من التعاون مع شركات خارجية وأنشأت دائرة بطولات الرياضات الإلكترونية الخاصة بها في عام 2018. وقد أنتجت سلسلة مانغا بالإضافة إلى حفلات موسيقية في اليابان.

## الألعاب

### سبلاتون
تم تطوير سبلاتون لـ وي يو من قبل فريق في نينتندو إنترتينمنت أنالسيس أند دفيلوبمنت في عام 2013. وقد تألفت في الأصل من لعبة تحكم في المنطقة تعتمد على أربعة مقابل أربعة حبر في ساحة خالية من الملامح. تم تطوير اللعبة لاحقًا لدمج مخلوقات تشبه الحبار، تسمى الآن إنكلينغز، والتي يمكن أن تنتقل بين الأشكال البشرية والحبار من أجل التمكن من حمل الأسلحة كإنسان، مع القدرة على الاختباء أو السباحة عبر الحبر كحبار. في عام 2014، تم الكشف عن سبلاتون خلال عرض فيديو نينتندو دايركت في معرض الترفيه الإلكتروني 2014، وتم توفير نسخة تجريبية قابلة للتشغيل في أرض العرض. بعد ذلك، تم توفير عرض توضيحي متعدد اللاعبين لفترة زمنية محدودة، «غلوبل تيستفاير»، في 8 و 9 و 23 مايو 2015. تم إصدار اللعبة الكاملة عالميًا بين 28 و 30 مايو 2015، وتضمنت وضع حملة قصة لاعب واحد والعديد من أوضاع اللعب الجماعي عبر الإنترنت.

### سبلاتون 2
تم تطوير سبلاتون 2 بواسطة نينتندو إنترتينمنت بلانينغ أند دفيلوبمنت على نينتندو سويتش، وتم الإعلان عنه في يناير 2017. يحدث بعد عامين تقريبًا من أحداث سبلاتفيست النهائية في سبلاتون، وهو حدث مهرجان داخل اللعبة حيث صوّت اللاعبون لأحد البطلين، وهما الأخوان سكويد، وقاتلوه من خلال لعب سلسلة من مباريات حرب العشب. تم الكشف لاحقًا أن نتائج سبلاتفليت أثرت بشكل مباشر على قصة سبلاتون 2.
تتميز سبلاتون 2 بواجهة مستخدم مُعاد تصميمها بسبب عدم وجود لوحة ألعاب، وتتضمن خرائط وأسلحة وقدرات جديدة. تم تقديم وضع لاعب جديد مقابل وضع البيئة يُعرف باسم «سلمون ران» جنبًا إلى جنب مع وضع تنافسي جديد متعدد اللاعبين يسمى «كالم بليتز».
في مارس 2017، تم توفير حدث «سبلاتون 2 غلوبل تيستفاير». تم إصدار العرض التوضيحي الثاني الذي ظهر في مهرجان سبلاتفيست داخل اللعبة في 15 يوليو 2017. تم إصدار اللعبة الكاملة لاحقًا في 21 يوليو 2017. تم إطلاق خدمة سبلاتنت 2، وهي خدمة مضمنة في تطبيق الهاتف المحمول نينتندو سويتش أونلاين، والتي تتيح للاعبين عرض إحصاءاتهم داخل اللعبة والتواصل مع لاعبين آخرين من خلال الدردشة الصوتية.
خلال نينتندو دايركت في مارس 2018، أعلنت نينتندو عن سبلاتون 2: أوكتو إكسبنيشن، وهو توسع مدفوع للمحتوى القابل للتنزيل (DLC)، والذي يتميز بحملة جديدة أكثر صعوبة للاعب واحد وسباق جديد للعب من رأسيات الأرجل يُعرف باسم أوكتولينغز. تم توفير المحتوى القابل للتنزيل (DLC) عالميًا في 13 يونيو 2018.

### سبلاتون 3
تم الإعلان عن سبلاتون 3 في نينتندو دايركت في 17 فبراير 2021. ومن المقرر إطلاقه في عام 2022 لنينتندو سويتش.

## طريقة اللعب

### سبلاتفيست
"Splatfests" هي مهرجانات متكررة في العاب السلسلة ، حيث يُسأل اللاعبون سؤالًا ويختارون فريقًا بناءً على الإجابة التي اختاروها. على سبيل المثال ، قض يُطلب من اللاعبين ان يختاروا بين مايونيز أو كاتشب ،  أو ما إذا كانوا يفضلون استخدام الشوكة أو الملعقة.  على غرار اللعبة الأولى ، Splatoon 2 Splatfest قض يحتوي على crossover مع علامات التجارية اخرى من Nintendo مثل Super Smash Bros.Ultimate و Super Mario ، وعلامات تجارية من خارج نينتيندو ما يسما بالthird party مثل Teenage Mutant Ninja Turtles وMcDonald's وUniqlo وNike و Sanrio و Meiji و Pocky وNPB . بالنسبة لـ Splatoon 3 ، هناك ثلاثة جوانب للاختيار من بينها ، وكما هو الحال في أول لعبتين ، سيتم تضمين أحداث Splatfest المتقاطعة مع امتيازات Nintendo الأخرى مثل Pokémon وامتيازات الجهات الخارجية.
بسبب الطبيعة الاستقطابية للخيارات المقدمة خلال Splatfests ، تميل الموضوعات نفسها إلى أن يكون الموضوع من اهتمام وسائل الإعلام . تتراوح الموضوعات من استبيانات التفضيل (مثل القطط او الكلاب ،  الفنون مقابل العلوم) ،  إلى المفارقات (مثل الدجاجة أو البيضة ) ،  أو تكون أحيانًا جزءًا من شراكة حقيقية في الشركة أو رعاية مع Nintendo (مثل Splatfest تحت عنوان Transformers مع Hasbro ،  Teenage Mutant Ninja Turtles و SpongeBob SquarePants - تحت عنوان Nickelodeon ،   أو واحد مع ماكدونالدز ). 
في معظم مباريات Splatfests ، تميل النتيجة إلى التأثير فقط على مستوى المكافأة داخل اللعبة للاعب في نهاية الحدث  وعادةً لا يكون لها أي تأثير على قابلية اللعب الإجمالية للعبة. ومع ذلك ، فإن الاستثناء من ذلك هو مهرجان Splatfest الأخير لكل لعبة ، والذي يمثل نهاية الدعم لللعبة.     تم الكشف عن أن نتيجة Splatfest الأخير في Splatoon أثر على نمط قصة Splatoon 2 ، حيث أصبح بطل الرواية الخاسر Callie خصمًا .     تم تأكيد ذلك لاحقًا من قبل أحد المطورين بعد أن بدا أن موضوع Splatoon 3 وإعداداته تستند إلى الفائز في Splatfest النهائي لـ Splatoon 2 ، Chaos vs.  

### الرياضات الإلكترونية
نظرًا لتوفر أوضاع اللعب التنافسي في Splatoon ، تم عقد بطولات الرياضات الإلكترونية التنافسية بجوائز برعاية في وقت مبكر من عام 2016 في اليابان. 
مع إصدار Splatoon 2 ، أنشأت Nintendo بطولة العالم Splatoon 2 وبدأت في استضافة البطولات التنافسية في عام 2018.   تتنافس الفرق المكونة من أربعة أفراد في سلسلة من التصفيات عبر الإنترنت أو البطولات الحية لكسب دعوات للعب في بطولة العالم ، والتي يتم لعبها في بطولة Nintendo World Championships جنبًا إلى جنب مع ألعاب Nintendo الأخرى مثل Super Smash Bros.نهائي .  يُقام هذا الحدث عادةً خلال أحداث Nintendo E3 ويتم بثه مباشرةً .   